# Уид (Калифорния)
Уид (англ. Weed) — американский город, расположенный в округе Сискию, Калифорния. По статистике на 2010 год, население составляло 2 967 человек. Уид находится в 16 км на северо-запад от горы Шаста. Девиз города — «Weed like to welcome you».

## История
Город получил своё название в честь основателя местного лесопильного завода Абнера Уида, который обнаружил, что сильные ветра в этой области очень помогали в просушке пиломатериалов. В 1897 году Абнер Уид купил 280 акров земли (1,1 км²), где сейчас и располагается город, потратив на все 400$. К 1940-му году у Абнера был крупнейший лесопильный завод в мире.

## География
Город располагается на межштатной автомагистрали I-5, в 79 км к югу от границы штатов Орегон и Калифорния. Ближайший крупный город к северу, по трассе I-5 — Уайрека; к югу — Маунт-Шаста.
Согласно Бюро переписи населения США, общая площадь города 12 км², из которых 0,10 % — покрыто водой. Ближайшие города с населением более 50 000 человек: Реддинг, Калифорния (в 69 милях к югу) и Медфорд, Орегон (в 91 миле к северу).